# Une femme pour l'hiver
Pour plus de détails, voir Fiche technique et Distribution.
Une femme pour l'hiver est un film français de court métrage réalisé par Manuel Flèche et sorti en 1988.

## Fiche technique
- Titre : Une femme pour l'hiver
- Réalisation : Manuel Flèche
- Scénario : Manuel Flèche
- Photographie : Darius Khondji
- Montage : Marie-Christine Rougerie
- Son : Jean-Jacques Ferran
- Mixage : Christian Fontaine
- Société de production : Clara Films
- Pays de production :  France
- Durée : 18 minutes
- Date de sortie :  France - mai 1988 (Festival de Cannes)

## Distribution
- Dominique Faysse
- Stéphanie Schwartzbrod
- Raymond Jourdan

## Distinctions
- Festival de Cannes 1988 (« Perspectives du cinéma français »)[1] - Mention Prix FIPRESCI[2]
- César du meilleur court métrage de fiction 1989 (nomination)[3]